# Leszno
Leszno ([ˈlɛʃnɔ]; Duits: Lissa of Polnisch Lissa, 1941-1945 Lissa (Wartheland)) is een stad in het Poolse woiwodschap Groot-Polen. Het is een stadsdistrict. De oppervlakte bedraagt 31,9 km², het inwonertal 63.787 (2005).

## Geschiedenis
Leszno werd in 1393 voor het eerst vermeld en ontving in 1547 stadsrechten van de Poolse koning Sigismund II. De stad kwam bij de Tweede Poolse Deling (1793) onder Pruisische heerschappij. Binnen dat land behoorde Lissa sinds 1815 tot de provincie Posen. De stad werd conform het Verdrag van Versailles in 1920 weer Pools. Van 1939 tot 1945 behoorde de stad tot de Duitse rijksgouw Wartheland. Sinds 1945 behoort Leszno weer tot Polen.

## Verkeer en vervoer
- Station Leszno Grzybowo

## Partnersteden
- Batouri (Kameroen)
- Dachau (Duitsland)
- Deurne (Nederland)
- St. Pölten (Oostenrijk)
- Suhl (Duitsland)
- Montluçon (Frankrijk)
- Sisak (Kroatië)

Stadsdistricten:
Kalisz · Konin · Leszno · Poznań

Districten:
Chodzież · Czarnków · Gniezno · Gostyń · Grodzisk Wielkopolski · Jarocin · Kalisz · Kępno · Koło · Konin · Kościan · Krotoszyn · Leszno · Międzychód · Nowy Tomyśl · Oborniki · Ostrów Wielkopolski · Ostrzeszów · Piła · Pleszew · Poznań · Rawicz · Słupca · Środa Wielkopolska · Śrem · Szamotuły · Turek · Wągrowiec · Wolsztyn · Września · Złotów

Grootste steden:
Gniezno · Jarocin · Kalisz · Koło · Konin · Kościan · Krotoszyn · Leszno · Luboń · Ostrów Wielkopolski · Piła · Poznań · Śrem · Swarzędz · Turek · Wągrowiec · Września